# 314
314 (CCCXIV) je bilo navadno leto, ki se je po julijanskem koledarju začelo na petek.

## Dogodki
- začetek arijanskih sporov v krščanstvu.